# Millepora foveolata
Millepora foveolata là một loài san hô trong họ Milleporidae. Loài này được Crossland mô tả khoa học năm 1952.